# Ragnar Eriksson
Erik Ragnar Konstantin Eriksson, född 17 mars 1893 i Eskilstuna, död 27 augusti 1978 i Eskilstuna, var en svensk fotbollsspelare.
Eriksson representerade på klubbnivå IFK Eskilstuna, med vilka han vann SM-guld 1921. Han spelade 1920 två A-landskamper (inga mål) för Sverige.